# Gerecse (bergskedja)
Gerecse är ett bergsområde inom Ungerska mellanbergen. Bergen ligger i provinsen Komárom-Esztergom i Ungern cirka 40 km nordväst om huvudstaden Budapest. Gerecse sträcker sig 25,0 km i sydostlig-nordvästlig riktning. Den högsta toppen är Gerecse, 633 meter över havet.
Topografiskt ingår följande toppar i Gerecse:
- Agostyáni-hegy
- Asszony-hegy
- Bartasz-vég
- Csonkás-hegy
- Csúcs-hegy
- Gerecse
- Gombás-hely
- Halyagos
- Hosszú-Vontató
- Kereszt-hát
- Korma-hegy
- Nagy Sménkes
- Nagy-Somlyó
- Nagy-Teke-hegy
- Nyerges-hegy
- Pes-kő
- Pisznice
- Sárási-kő
- Som-berek
- Százvég
- Szél-hegy
- Tardosi Hegy
- Öreg-Kovács

Inlandsklimat råder i trakten. Årsmedeltemperaturen i trakten är 10 °C. Den varmaste månaden är juli, då medeltemperaturen är 22 °C, och den kallaste är december, med −6 °C. Genomsnittlig årsnederbörd är 875 millimeter. Den regnigaste månaden är januari, med i genomsnitt 88 mm nederbörd, och den torraste är april, med 43 mm nederbörd.